# سلاتسبورغ (نيويورك)
سلاتسبورغ (بالإنجليزية: Sloatsburg, New York)‏ هي بلدة تقع في الولايات المتحدة في مقاطعة روكلاند، نيويورك. يقدر عدد سكانها بـ 3,039 نسمة ومساحتها 6.5 كم2 وترتفع عن سطح البحر 105 متر.

## التركيبة السكانية
حدّد مكتب تعداد الولايات المتحدة بيانات التركيبة السكانية لسلاتسبورغ في تعداد الولايات المتحدة. في ما يلي، التركيبة السكانية حسب تعدادي 2000 و2010.

### تعداد عام 2000
بلغ عدد سكان سلاتسبورغ 3,117 نسمة بحسب تعداد عام 2000، وبلغ عدد الأسر 1,046 أسرة وعدد العائلات 826 عائلة مقيمة في القرية. في حين سجلت الكثافة السكانية 479.5 نسمة لكل كيلومتر مربع (1,241.9/ميل2). وبلغ عدد الوحدات السكنية 1,078 وحدة بمتوسط كثافة قدره 165.8 لكل كيلومتر مربع (429.4/ميل2).
وتوزع التركيب العرقي للقرية بنسبة 90.95% من البيض و3.53% من الأمريكيين الأفارقة و0.45% من الأمريكيين الأصليين و2.50% من الأمريكيين ذوي الأصول الآسيوية و0.10% من سكان جزر المحيط الهادئ و0.93% من الأعراق الأخرى و1.54% من عرقين مختلطين أو أكثر و5.58% من الهسبانيون أو اللاتينيون من أي عرق.
بلغ عدد الأسر 1,046 أسرة كانت نسبة 41.3% منها لديها أطفال تحت سن الثامنة عشر تعيش معهم، وبلغت نسبة الأزواج القاطنين مع بعضهم البعض 63.6% من أصل المجموع الكلي للأسر، ونسبة 10.4% من الأسر كان لديها معيلات من الإناث دون وجود شريك، بينما كانت نسبة 5% من الأسر لديها معيلون من الذكور دون وجود شريكة وكانت نسبة 21% من غير العائلات. تألفت نسبة 15.9% من أصل جميع الأسر من عدة أفراد يعيشون في نفس المنزل ونسبة 5.7% كانت تتألف من شخص يعيش بمفرده يبلغ من العمر 65 عاماً أو أكثر. وبلغ متوسط حجم الأسرة المعيشية 2.91، أما متوسط حجم العائلات فبلغ 3.27.
بلغ العمر الوسطي للسكان 37.0 عاماً. وكانت نسبة 26.1% من القاطنين تحت سن الثامنة عشر، وكانت نسبة 7% بين الثامنة عشر والرابعة والعشرين عاماً، ونسبة 31% كانت واقعةً في الفئة العمرية ما بين الخامسة والعشرين والرابعة والأربعين عاماً، ونسبة 23.6% كانت ما بين الخامسة والأربعين والرابعة والستين، ونسبة 10% كانت ضمن فئة الخامسة والستين عاماً فما فوق. يوجد لكل 100 أنثى 103.2 ذكر، ويوجد لكل 100 أنثى في الثامنة عشر من عمرها فما فوق 97.8 ذكر.
بلغ متوسط دخل الأسرة في القرية 70,721 دولارًا، أما متوسط دخل العائلة فبلغ 78,529 دولارًا. وكان متوسط دخل الذكور 51,549 دولارًا مقابل 39,464 دولارًا للإناث. وسجل دخل الفرد الخاص بالقرية 27,180 دولارًا. وكانت نسبة 0.8% من العائلات ونسبة 3% من السكان تحت خط الفقر، وكان من هؤلاء نسبة 1.5% تحت سن الثامنة عشر ونسبة 3.4% في الخامسة والستين من العمر وما فوق.

### تعداد عام 2010
بلغ عدد سكان سلاتسبورغ 3,039 نسمة بحسب تعداد عام 2010، وبلغ عدد الأسر 1,038 أسرة وعدد العائلات 801 عائلة مقيمة في القرية. في حين سجلت الكثافة السكانية 467.5 نسمة لكل كيلومتر مربع (1,210.8/ميل2). وبلغ عدد الوحدات السكنية 1,102 وحدة بمتوسط كثافة قدره 169.5 لكل كيلومتر مربع (439.0/ميل2).
وتوزع التركيب العرقي للقرية بنسبة 87.43% من البيض و3.52% من الأمريكيين الأفارقة و0.46% من الأمريكيين الأصليين و2.93% من الأمريكيين ذوي الأصول الآسيوية و3.72% من الأعراق الأخرى و1.94% من عرقين مختلطين أو أكثر و14.18% من الهسبانيون أو اللاتينيون من أي عرق.
بلغ عدد الأسر 1,038 أسرة كانت نسبة 40% منها لديها أطفال تحت سن الثامنة عشر تعيش معهم، وبلغت نسبة الأزواج القاطنين مع بعضهم البعض 60.5% من أصل المجموع الكلي للأسر، ونسبة 11.7% من الأسر كان لديها معيلات من الإناث دون وجود شريك، بينما كانت نسبة 5% من الأسر لديها معيلون من الذكور دون وجود شريكة وكانت نسبة 22.8% من غير العائلات. تألفت نسبة 16.9% من أصل جميع الأسر من عدة أفراد يعيشون في نفس المنزل ونسبة 7.1% كانت تتألف من شخص يعيش بمفرده يبلغ من العمر 65 عاماً أو أكثر. وبلغ متوسط حجم الأسرة المعيشية 2.93، أما متوسط حجم العائلات فبلغ 3.33.
بلغ العمر الوسطي للسكان 39.3 عاماً. وكانت نسبة 26.1% من القاطنين تحت سن الثامنة عشر، وكانت نسبة 7.1% بين الثامنة عشر والرابعة والعشرين عاماً، ونسبة 26% كانت واقعةً في الفئة العمرية ما بين الخامسة والعشرين والرابعة والأربعين عاماً، ونسبة 28.6% كانت ما بين الخامسة والأربعين والرابعة والستين، ونسبة 12.3% كانت ضمن فئة الخامسة والستين عاماً فما فوق. وتوزع التركيب الجنسي للسكان بنسبة 51% ذكور و49% إناث.

## أعلام
- جون سلوت
- مستر سكوت رايت